# Svartmaskad kardinal
Svartmaskad kardinal (Caryothraustes poliogaster) är en fågel i familjen kardinaler inom ordningen tättingar.

## Utseende och läte
Svartmaskad kardinal är en knubbig fågel med kraftig näbb. Könen är lika, med senapsgult på huvud och bröst, blågrå buk och svart ansikte. Bland lätena hörs sträva stammande ljud och visslingar.

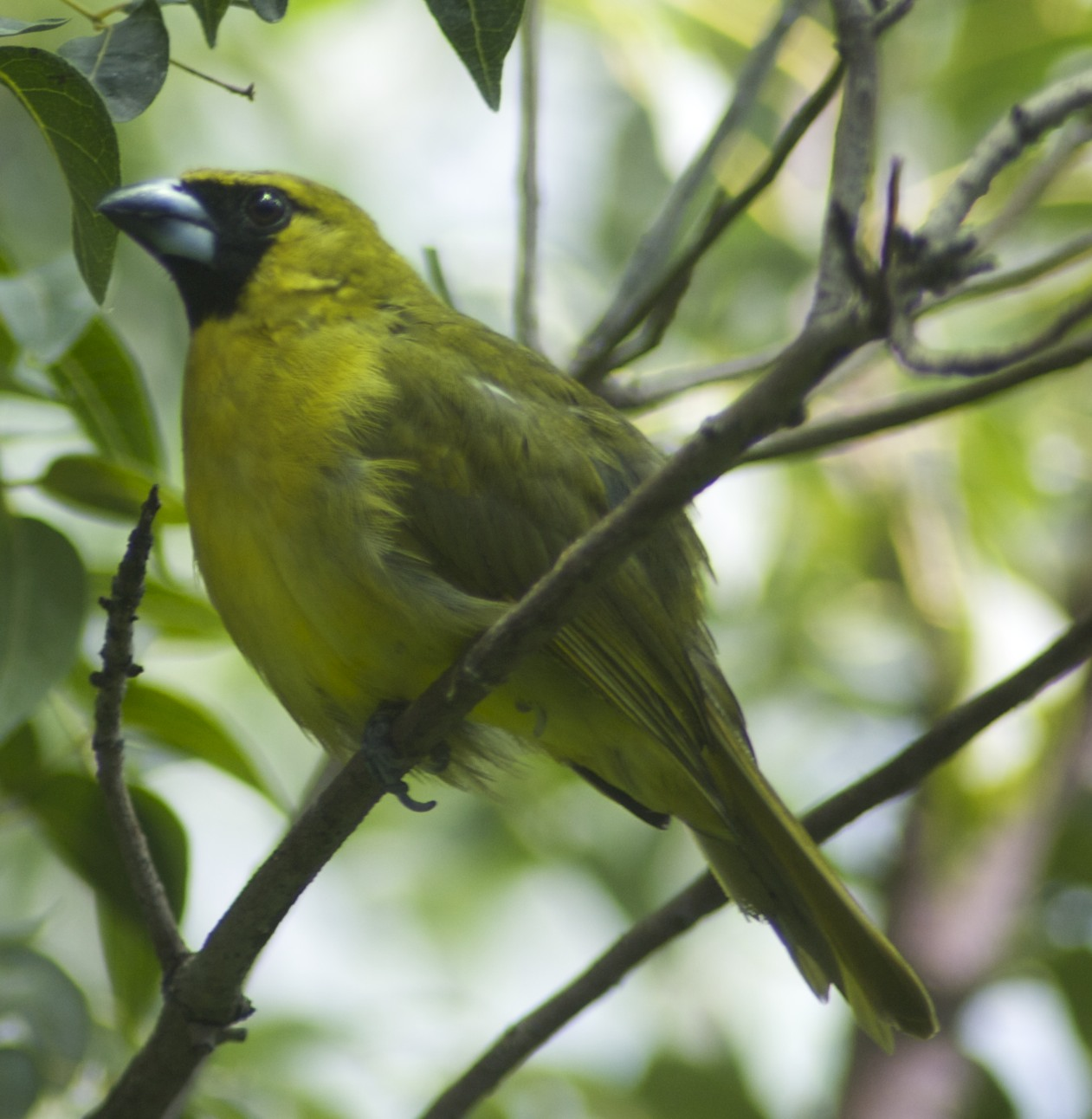

## Utbredning och systematik
Svartmaskad kardinal förekommer i Centralamerika. Den delas in i två underarter med följande utbredning:
- Caryothraustes poliogaster poliogaster – förekommer i låglandet från sydöstra Mexiko (Veracruz) till Guatemala och norra Honduras
- Caryothraustes poliogaster scapularis – förekommer i karibiska låglandet från Nicaragua till Costa Rica och västra Panama

## Levnadssätt
Svartmaskad kardinal hittas i fuktiga städsegröna skogar och skogsbryn i tropiska lågländer och lägre bergstrakter. Den ses vanligen i små och ofta ljudliga flockar med upp till 50 individer, i de mellersta och övre skikten i fruktbärande träd.

## Status och hot
Arten har ett stort utbredningsområde, men tros minska i antal, dock inte tillräckligt kraftigt för att den ska betraktas som hotad. Internationella naturvårdsunionen IUCN listar arten som livskraftig (LC). Beståndet uppskattas till i storleksordningen 50 000 till en halv miljon vuxna individer.